# Florian Bellaire
Florian Bellaire (* 22. Oktober 1985 in Kandel) ist ein deutscher Politiker (CDU). Er ist seit 2024 Abgeordneter im Landtag Rheinland-Pfalz.

## Leben
Bellaire wuchs in Neupotz auf und legte das Abitur am Europa-Gymnasium in Wörth am Rhein ab. Daraufhin leistete er Zivildienst beim Pflegedienst der Malteser. Anschließend studierte er Sozial- und Wirtschaftswissenschaften an der Universität Landau. Er schloss das Studium als Diplom-Sozialwissenschaftler ab. Vor seinem Einzug in den Landtag 2024 war er wissenschaftlicher Mitarbeiter und Büroleiter des Bundestagsabgeordneten Thomas Gebhart.
Bellaire ist verheiratet, hat zwei Kinder und lebt in Neupotz.

## Politik
Bellaire trat am Ende seines Studiums der CDU bei. Er ist seit 2019 Mitglied des Ortsgemeinderats von Neupotz und seit 2024 Mitglied des Kreistags des Landkreises Germersheim.
Bei der Landtagswahl in Rheinland-Pfalz 2021 kandidierte Bellaire als Ersatzbewerber von Martin Brandl im Wahlkreis Wörth am Rhein. Bellaire rückte am 4. Dezember 2024 für ihn in den Landtag nach.